# Afrique-Occidentale française
Pour les articles homonymes, voir AOF.
1895–1958
Entités précédentes :
- Empire wassoulou
- Empire toucouleur
- Royaumes Mossi
- Troisième République (Quatre communes)
- Togoland
- Empire Kong

Entités suivantes :
- Mauritanie
- Sénégal
- République soudanaise (actuel Mali)
- Guinée
- Niger
- Haute-Volta (actuel Burkina Faso)
- Dahomey (actuel Bénin)
- Côte d'Ivoire
- Togo

L'Afrique occidentale française (AOF) était un gouvernement général regroupant au sein d'une même fédération huit colonies françaises d'Afrique de l'Ouest entre 1895 et 1958.
Constituée en plusieurs étapes, elle réunit à terme la Mauritanie, le Sénégal, le Soudan français (aujourd'hui le Mali), la Guinée, la Côte d'Ivoire, le Togo, le Niger, la Haute-Volta (aujourd'hui le Burkina Faso) et le Dahomey (aujourd'hui le Bénin). Sa superficie atteignait 4 689 000 kilomètres carrés, soit environ sept fois celle de la France. Son chef-lieu était Saint-Louis (Sénégal) jusqu'en 1902, puis Dakar (Sénégal).
Une organisation comparable, l'Afrique-Équatoriale française (AEF), est instaurée en Afrique centrale en 1910.

## Histoire

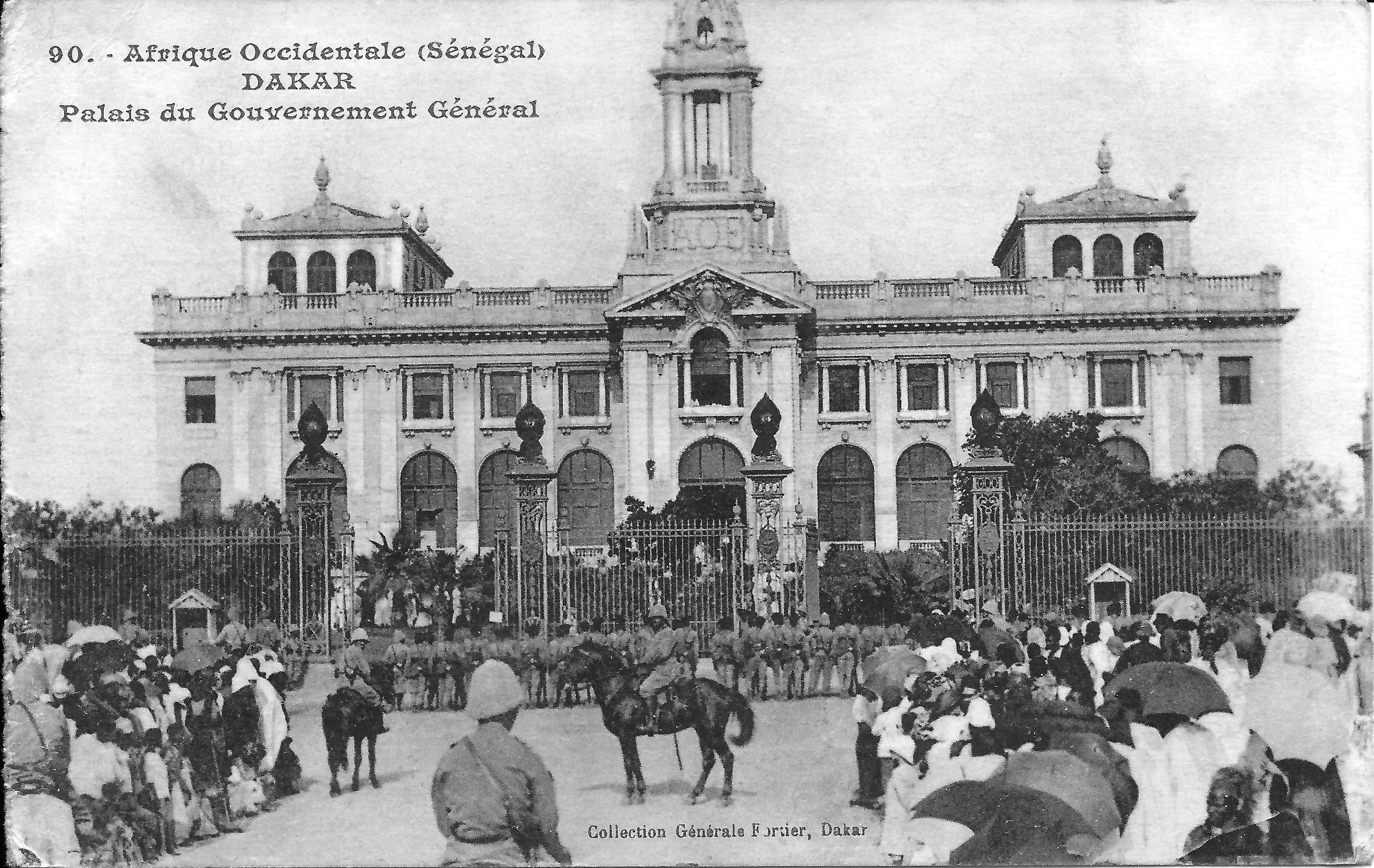
Palais du Gouvernement général de l'Afrique occidentale française à Dakar.

L’Afrique occidentale française est créée le 16 juin 1895 par l'union du Sénégal, du Soudan français, de la Guinée et de la Côte d'Ivoire. Le gouverneur général de l'Afrique-Occidentale française, qui est aussi, dans un premier temps, le gouverneur du Sénégal, réside à Saint-Louis. Le premier nommé est Jean-Baptiste Chaudié. Le 29 juillet 1901, la Banque du Sénégal devient la Banque de l'Afrique-Occidentale. Créée sous forme de société anonyme, elle dispose du privilège d'émission. La banque avait déjà quitté Saint-Louis pour Dakar. En 1902, c'est la capitale elle-même qui est transférée à Dakar jusqu'à la dissolution de la fédération.  La double fonction de gouverneur du Sénégal et de gouverneur général de l'AOF prend fin après sept années de fonctionnement, car la charge est reconnue comme trop lourde. Les deux postes sont alors dissociés et Ernest Roume est le dernier à avoir cumulé les deux mandats.
Un arrêté de 1903 porte sur la création du système scolaire en Afrique occidentale française et en 1904, un corps d'inspecteurs de l'enseignement est créé et formé dans ce qui deviendra en 1916 l'École normale William-Ponty. En 1904 les colonies sont au nombre de six : Sénégal, Haut-Sénégal et Niger, Mauritanie, Guinée, Côte d'Ivoire, Dahomey. Les troupes noires sont mises à contribution pendant la Première Guerre mondiale et en 1917 Blaise Diagne, élu député en 1914, est chargé du recrutement des tirailleurs sénégalais. En 1919, la colonie de la Haute-Volta nouvellement créée et le territoire sous mandat du Togo sont rattachés à l'Afrique-Occidentale française. Symbole de l'avancée coloniale, la ligne du chemin de fer de Dakar au Niger atteint Bamako en 1923.
En 1921, un recensement attribue 12 283 000 habitants à l'Afrique occidentale française, sans le Togo (673 000 habitants).

Carte de l'AOF, à destination des écoles, publiée en 1922. Dressée sous la direction d'Édouard de Martonne.

L'Exposition coloniale internationale de 1931 au bois de Vincennes est une manifestation de prestige destinée à montrer la puissance de l'empire colonial. Avec la reconstitution du temple d'Angkor, la forteresse du pavillon de l'Afrique-Occidentale française en constitue l'un des clous. Même si la Grande Mosquée de Djenné n'est pas explicitement désignée, bien des visiteurs pensent la reconnaître dans ce tata monumental aux couleurs du banco[réf. nécessaire].

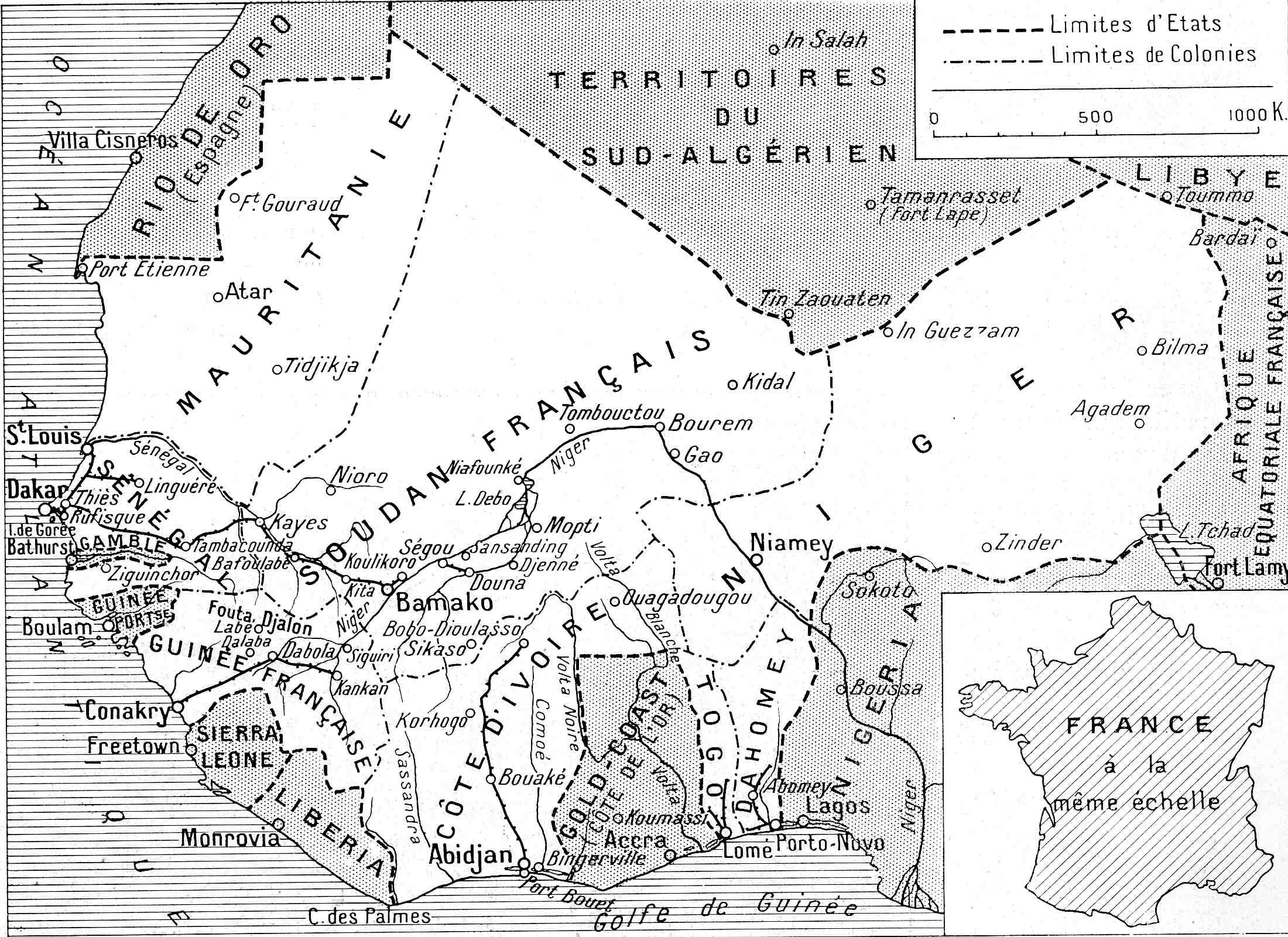
Carte de l'Afrique occidentale française en 1936.

En septembre 1940, alors que l'Afrique équatoriale française s'est presque intégralement ralliée à l'unité française de l'armée d'Afrique, le gouverneur général Pierre Boisson reste fidèle au régime de Vichy et fait échouer la tentative de débarquement des troupes alliées lors d’un affrontement naval connu sous le nom de bataille de Dakar ou « opération Menace ». Puis à la fin 1942, Boisson annonce son ralliement à l'amiral Darlan, qui a pris les rênes du pouvoir à Alger après le débarquement allié en Afrique française du Nord. Après la mort de Darlan, Boisson demeure dans le camp du général Giraud. Après la fusion des forces giraudistes et gaullistes au sein du Comité français de libération nationale, l'Afrique-Occidentale française se rallie au général de Gaulle.
Un projet de loi tendant à la suppression du travail forcé en Afrique occidentale française est adopté par l'Assemblée nationale le 11 avril 1946 sous le nom de loi Houphouët-Boigny. La même année la loi Lamine Guèye accorde la citoyenneté à tous les ressortissants de l'Union française qui vient d'être instituée et abolit le Code de l'indigénat.
La fédération cesse d'exister après le référendum de septembre 1958 sur la future Communauté française, et les territoires membres vote leur transformation en républiques autonomes, à l'exception de la Guinée qui vote pour l'indépendance.
L'indépendance de la Guinée en 1958 et celles des autres républiques en 1960 marquent la fin de l'Afrique-Occidentale française. Celle-ci avait une superficie de 4 689 000 km2, plus du tiers de la superficie terrestre du Second Empire colonial.
La Côte d'Ivoire, le Niger, la Haute-Volta et le Dahomey formèrent par la suite l'Union Sahel-Bénin, qui dura peu de temps, et le Conseil de l'Entente.

## Fonctionnement

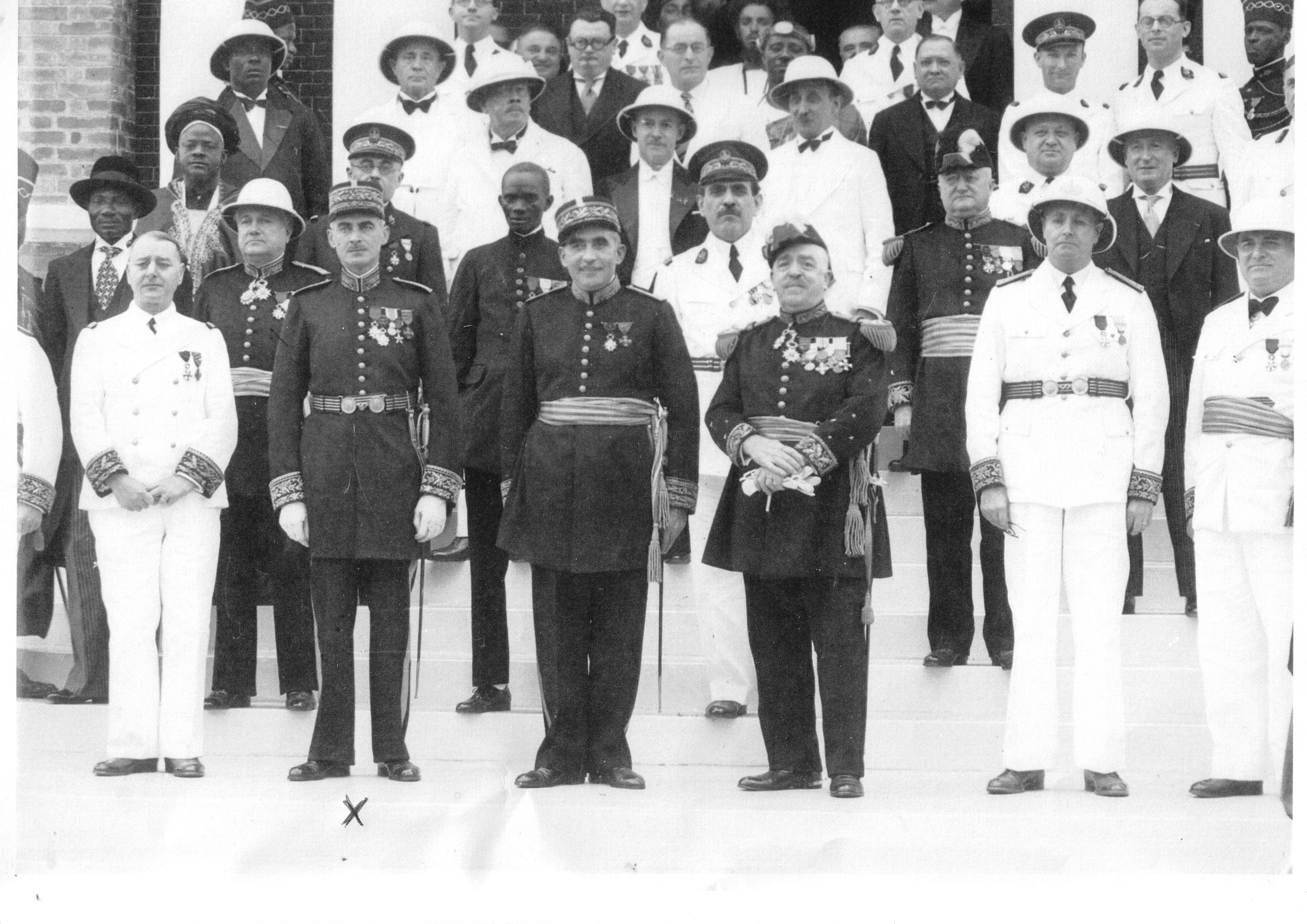
Réunion de gouverneurs devant le Musée des Colonies, à Paris.

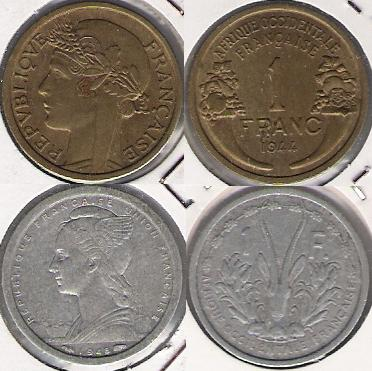
Monnaie : 1 franc 1944 et 1948.

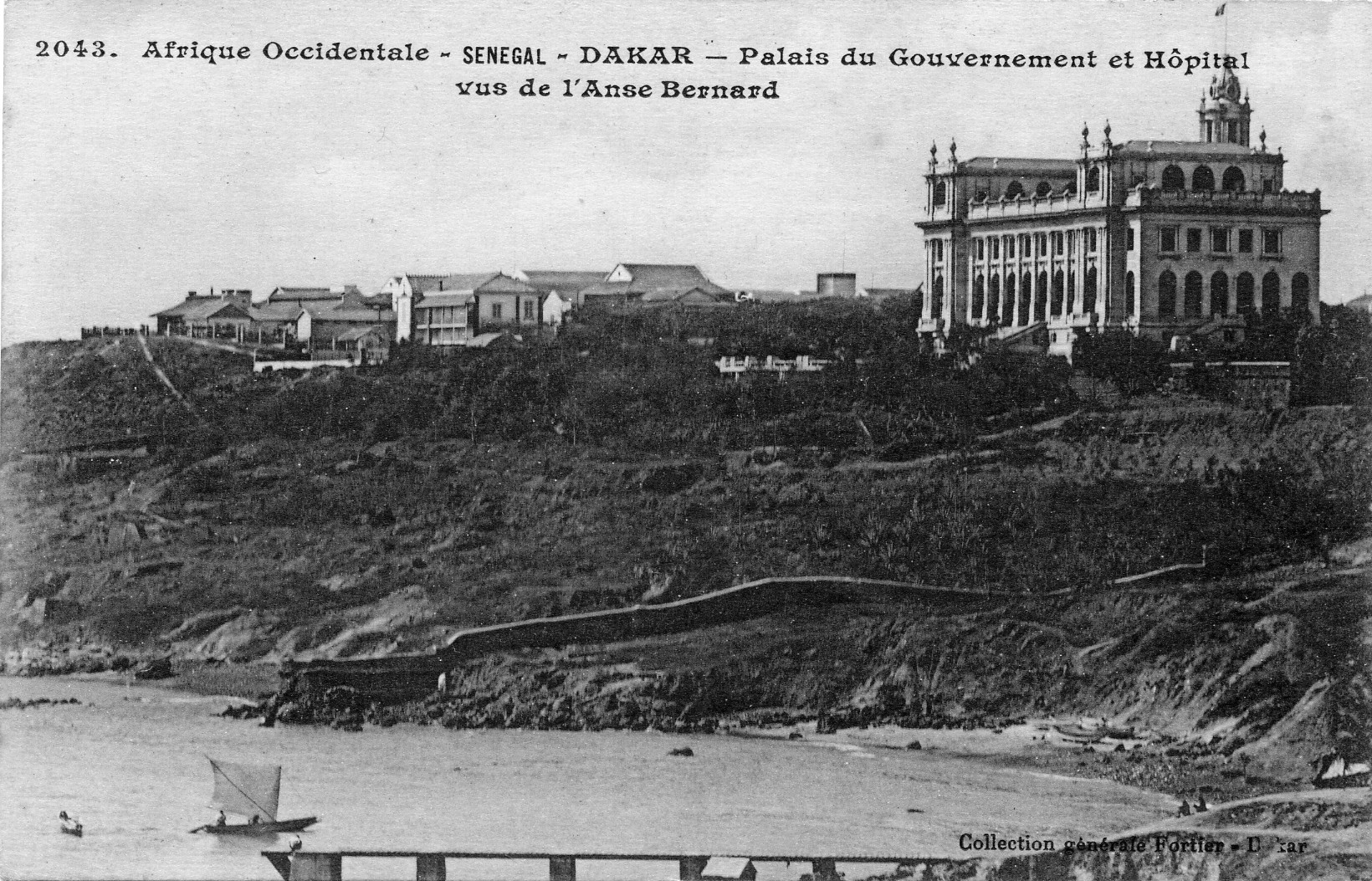
Palais du gouverneur général à Dakar vers 1920.

L'Afrique occidentale française était placée sous l'autorité d'un gouverneur général (plus tard appelé haut-commissaire) dont dépendaient plusieurs lieutenants gouverneurs. Les frontières de chacune des colonies composant l'Afrique-Occidentale française étaient négociées avec les puissances coloniales voisines par des conventions. En cas de voisinage avec d'autres colonies françaises, elles étaient définies par décision administrative. Au fur et à mesure de l'implantation française, le découpage du territoire était géré par des unités administratives, des cercles et des subdivisions.
Le décret du 1er août 1893, réglant l'organisation politique et administrative des Rivières du Sud, des établissements français de la côte d'Or et des établissements français du golfe de Bénin :
- Les Rivières du Sud, dotés d'un budget spécial distinct du budget du Sénégal, mais administrés par le lieutenant-gouverneur du Sénégal, assisté d'un secrétaire général ;
- Deux établissements, ou résidences, dotés de budgets spéciaux distincts de celui des Rivières du Sud, mais administrés par un résident et placés sous l'autorité du lieutenant-gouverneur des Rivières du Sud :
  - Les Établissements français de la côte d'Or ;
  - Les Établissements français du golfe de Bénin.

Le décret du 17 octobre 1899, portant réorganisation de l'Afrique occidentale française, supprima la colonie du Soudan français et répartit son territoire entre trois colonies existantes et deux nouveaux territoires militaires.
La colonie du Sénégal reçut les onze cercles de Kayes, Bafoulabé, Kita, Satadougou, Bamako, Ségou, Djenné, Nioro, Goumbou, Sokolo et Bougouni ; celle de la Guinée française, les six cercles de Dinguiray, Siguiri, Kouroussa, Kankan, Kissidougou et Beylas ; celle de la Côte d'Ivoire, les trois cercles ou résidences de Odjenné, Kong et Bouna ; celle du Dahomey, le canton de Kouala ou Nebba, au sud du Liptako, ainsi que le territoire de Say, comprenant les quatre cantons de Djennaré, Diongnré, Folmongani et de Botou.
Le premier territoire militaire recouvrit la circonscription dite « région nord et nord-est du Soudan français », comprenant les six cercles ou résidences de Tombouctou, Iumpi, Goundam, Bandiagara, Dori et Ouahigouya ; le second territoire militaire, la circonscription dite « région Volta », comprenant les cercles ou résidences de San, Ouagadougou, Léo, Koury, Sikasso, Bobo Dioulassou et Djebougou.
Aux termes du décret du 1er octobre 1902, portant réorganisation du gouvernement général de l'Afrique occidentale française, celui-ci comprenait :
- Quatre colonies, administrées par un gouverneur, portant le titre de lieutenant-gouverneur, et assisté par un secrétaire général :
  - La colonie du Sénégal, dont le territoire était réduit aux « territoires d'administration directe » ;
  - Les trois colonies suivantes, maintenues dans leurs limites existantes : la Guinée française, la Côte d'Ivoire et le Dahomey ;
- Un territoire, administré directement par le gouverneur général ou, par délégation spéciale, par le secrétaire général du gouvernement général, assisté par un conseil d'administration :
  - Le territoire de la Sénégambie et du Niger, créé à partir des territoires du Haut-Sénégal et du Moyen-Niger et des « pays de protectorat » relevant jusqu'alors du Sénégal.

Aux termes du décret du 18 octobre 1904, portant réorganisation du gouvernement général de l'Afrique occidentale française, celui-ci comprenait :
- Cinq colonies, jouissant de l'autonomie administrative et financière, et administrées par un gouverneur — portant le titre de lieutenant-gouverneur — assisté par un secrétaire général :
  - La colonie du Sénégal, dont le territoire, jusqu'alors réduit aux « territoires d'administration directe », était étendu aux « territoires de protectorats » de la rive gauche du Sénégal, relevant jusqu'alors de la Sénégambie-Niger ;
  - La colonie du Haut-Sénégal et du Niger, créée à partir des anciens territoires du Haut-Sénégal et du Moyen-Niger et de ceux formant le troisième territoire militaire, dont le chef-lie était établi à Bamako, subdivisée en :
    - Cercles d'administration civile, comprenant ceux formant, jusqu'alors le deuxième territoire militaire ;
    - Territoire militaire du Niger, administré par un officier supérieur — portant le titre de commandant ;

  - Les trois colonies suivantes, maintenues dans leurs limites existantes : la Guinée française, la Côte d'Ivoire et le Dahomey ;
- Un territoire civil, ne jouissant pas de l'autonomie administrative et financière, et administré par un commissaire du gouverneur général :
  - Le territoire civil de la Mauritanie

Le décret du 7 septembre 1911, rattachant le territoire militaire du Niger au gouvernement général de l'Afrique occidentale française, détacha le territoire militaire du Niger de la colonie du Haut-Sénégal et du Niger, et l'érigea en subdivision administrative placée sous les ordres d'un officier supérieur, commandant du territoire, et dépendant directement du gouverneur général.
Le décret du 1er mars 1919, portant division de la colonie du Haut-Sénégal et du Niger et création de la colonie de Haute-Volta, divisa la colonie du Haut-Sénégal et du Niger en deux colonies distinctes :
- La colonie de la Haute-Volta, dont le chef-lieu était établi à Ouagadougou, et dont le territoire recouvrait les cercles de Gaoua, Bobo-Dioulasso, Dédougou, Ouagadougou, Dori, Say et Fada N'Gourna ;
- La colonie du Haut-Sénégal et du Niger, dont le territoire était réduit aux cercles restants.

Un décret du 5 septembre 1932 supprima la colonie de Haute-Volta et répartit son territoire entre les colonies du Niger, du Soudan français et de la Côte d'Ivoire. La Côte d'Ivoire reçut les sept cercles de Ouagadougou, Koudougou, Tenkodogo, Kaya, Gaoua, Batié et Bobo-Dioulasso ainsi qu'une partie du cercle de Dédougou ; le Soudan français, le cercle de Yatenga ainsi que l'autre partie du cercle de Dédougou ; le Niger, le Gurma et le Liptako.
La loi no 47-1707 du 4 septembre 1947, tendant au rétablissement du territoire de la Haute-Volta, abrogea le décret du 5 septembre 1932 et rétablit la Haute-Volta comme territoire d'outre-mer, membre de l'Afrique occidentale française.
Le découpage est le suivant :
|               | Fondation en | Superficie    | Chef-lieu                                      | Cercles | Population                                                   |
| ------------- | ------------ | ------------- | ---------------------------------------------- | ------- | ------------------------------------------------------------ |
| Sénégal       | 1854         | 196 722 km²   | Saint-Louis-du-Sénégal                         | 15      | Wolofs, Sérères, Diolas, Malinkés, Peuls et Toucouleurs      |
| Soudan        | 1890         | 1 241 238 km² | Kayes (1892-1899) Bamako (1899-1958)           | 21      | Touaregs, Malinkes, Bambaras et Sarakholés, Peuls            |
| Guinée        | 1891         | 245 857 km²   | Conakry                                        | 18      | Tomas, Kissi Bagas, Coniaguis, Malinkés, Soussou et de Peuls |
| Côte d'Ivoire | 1893         | 322 462 km²   | Bingerville (1893–1934) Abidjan (1934–1960)    | 20      |                                                              |
| Dahomey       | 1894         | 114 763 km²   | Porto-Novo                                     | 12      |                                                              |
| Mauritanie    | 1903         | 1 030 700 km² | Saint-Louis (1903–1957) Nouakchott (1957–1960) | 8       | Tomas, Kissi Bagas, Coniaguis, Malinkés, Sossos et de Peuls  |
| Haute-Volta   | 1919         | 274 200 km²   | Ouagadougou                                    | 10      | Mossi et Malinkés                                            |
| Niger         | 1922         | 1 267 000 km² | Zinder (1922-1926) Niamey (1926-1960)          | 12      |                                                              |

L'Afrique occidentale française en 1935, en en violet, avec les autres dominations françaises d'Afrique en lilas

Dakar et Gorée sont réunies au sein d'une circonscription spécifique.
La France disposait par ailleurs de deux enclaves dans le Nigeria britannique : voir enclaves de Forcados et Badjibo.
Une Organisation commune des régions sahariennes partagée avec le Sud algérien voit le jour en 1957.

## Démographie

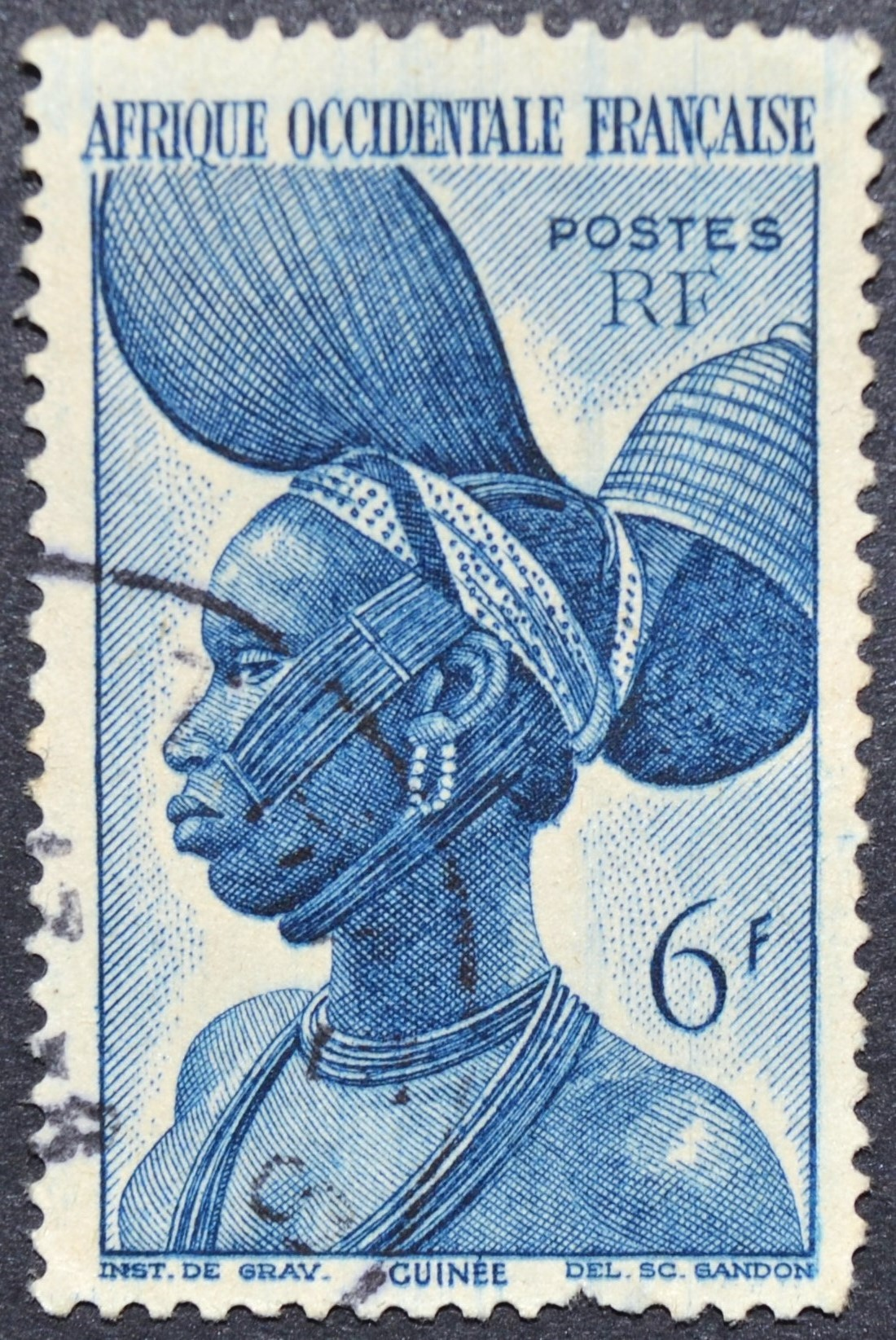
Timbre AOF, Guinée (1947)

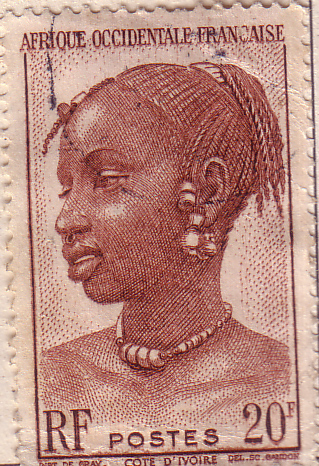
Timbre AOF, Côte d'Ivoire (1947)

Voici les chiffres de plusieurs recensements, ceux-ci ne pouvant être considérés comme précis :
- 1906 : 10 758 000 habitants
- 1916 : 11 878 000 habitants
- 1922 : 12 494 000 habitants (hors Togo)

Le The Statesman's Yearbook (en) 1942 donne à la page 937 les chiffres suivants pour la population de 1937 :
- Sénégal : 1 666 374
- Guinée : 2 065 527
- Côte d'Ivoire : 3 981 459
- Dahomey : 1 289 128
- Soudan français : 3 536 078
- Mauritanie : 370 764
- Niger : 1 809 576
- Dakar et dépendances : 126 929
- Total : 14 944 830

- - Dont 26 614 Européens
  - Dont 18 188 Français

En 1938, le Togo a une population de 780 000 indigènes et 497 Européens.
L'espérance de vie dans les années 1920 est de 35 ans dans les villes et 30 ans dans les campagnes.

## Économie

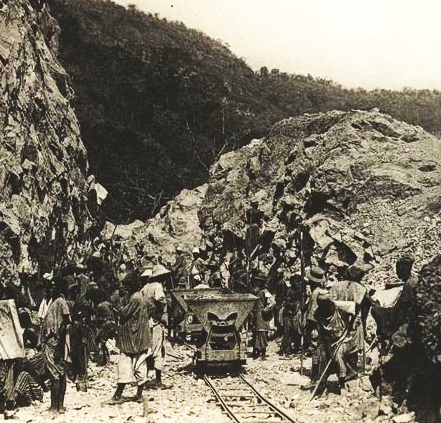
Construction en Guinée autour de 1904.

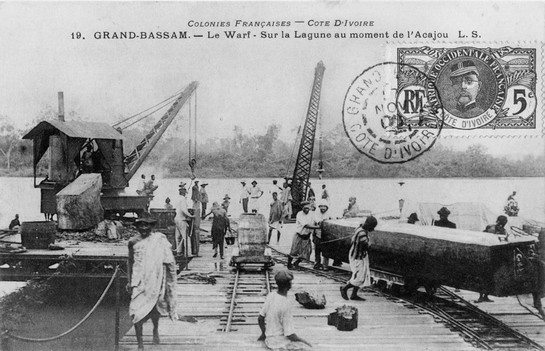
Port de Grand Bassam (Côte d'Ivoire)

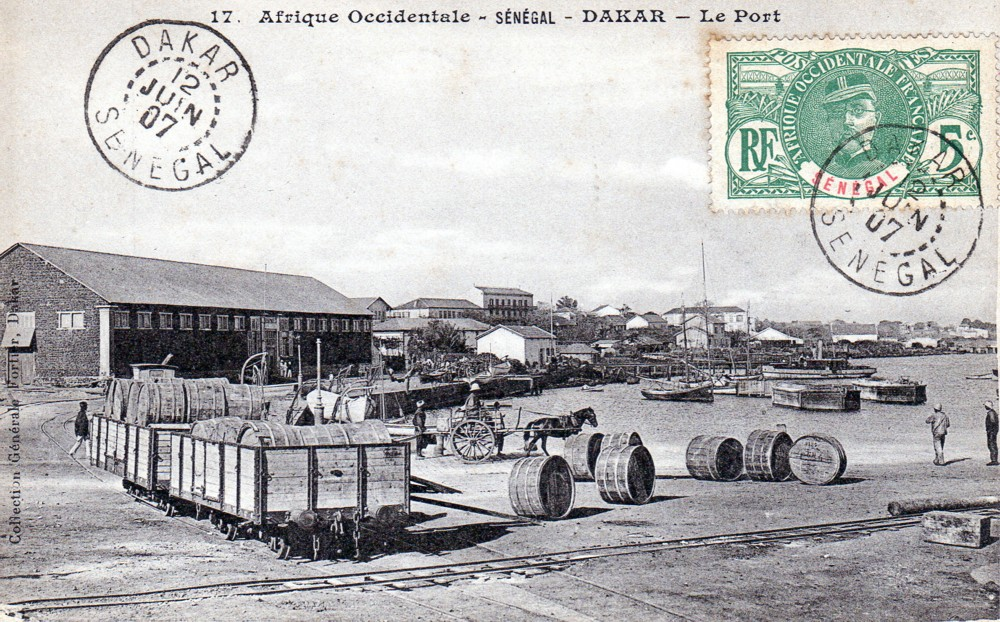
Le port de Dakar vers 1905

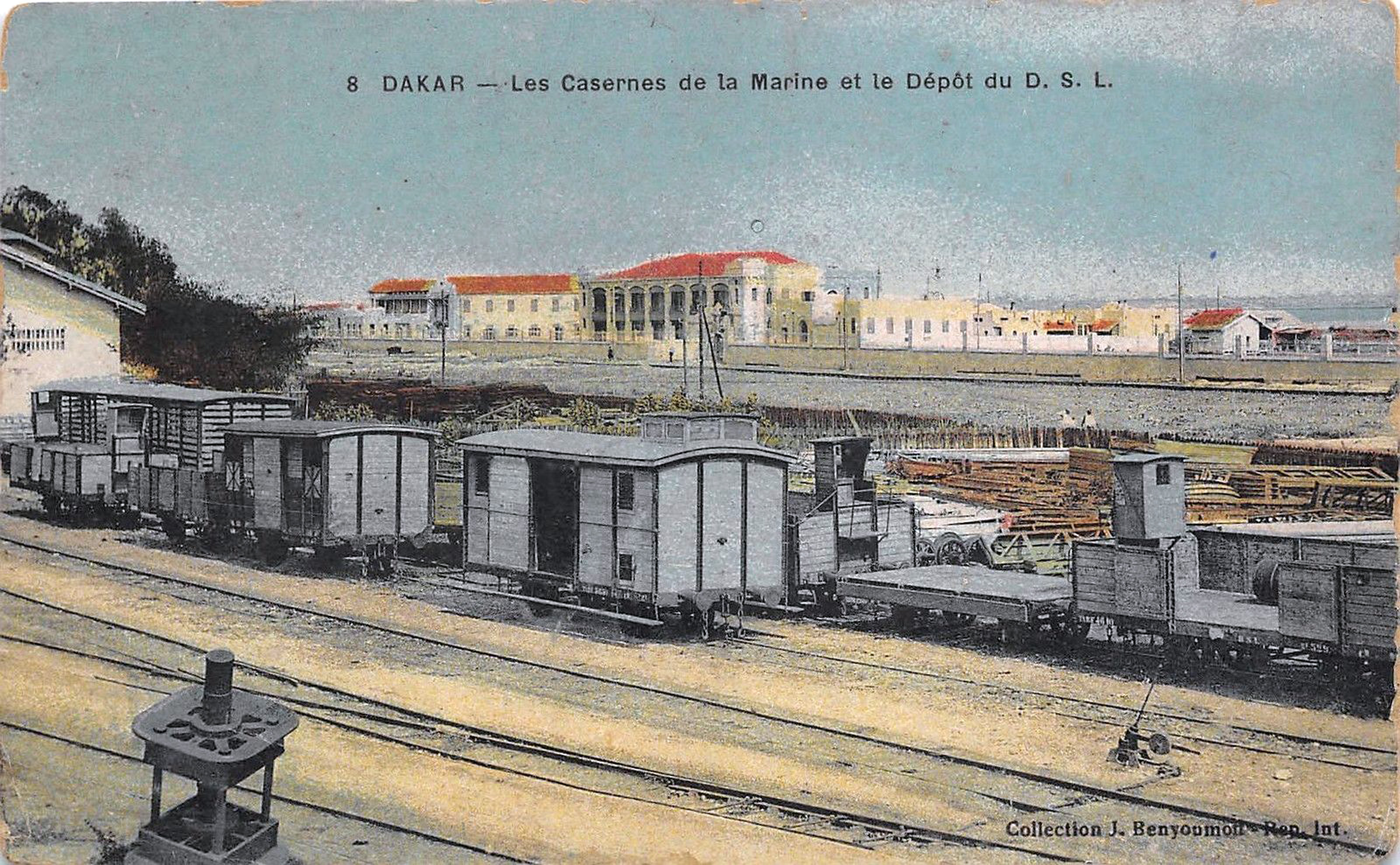
Dépôt du Chemin de fer, Dakar (1915)

Dans les années 1930, seule 2 % de la population travaille contre rémunération.
Du fait de recensements généralement peu fiables, une faible part d'une classe d'âge a effectué un service militaire globalement impopulaire qui a constitué entre autres à fournir des brigades de travail pour des chantiers d'intérêts publics.

### Secteur agricole
L'économie de l'Afrique-Occidentale française est en grande partie liée au secteur agricole, au sein duquel la culture de l'arachide joue un rôle croissant à partir des années 1920, puis des années 1930, et profite de cours très élevés au cours de la Seconde Guerre mondiale.

### Secteur minier
Durant l'entre-deux-guerres, la reconnaissance géologique et le développement minier en Afrique occidentale Française affichaient un énorme retard par rapport aux territoires britanniques de la même région. Il n'existait pas d'entreprise française pouvant ou voulant s'attaquer à la prospection et à l'exploitation minière dans cette région mal reconnue et peu équipée.
Néanmoins, certains géologues, tels Jean Malavoy ou Fernand Blondel, avaient un peu fait évoluer les mentalités, en intéressant le milieu des affaires métropolitain aux immenses richesses minières de cette partie de l'Empire. De plus, à partir du milieu des années 1930, la perspective d'une nouvelle guerre entraîna un modeste regain d'intérêt pour les ressources de ces colonies. Mais la mobilisation de 1939 mit un terme à ce que l'on devait appeler l'époque héroïque de la prospection minière en AOF. Les missions d'étude furent démembrées, le matériel abandonné ou rapatrié.
En 1939, la production d'or de l'AOF atteint 4 650 kg de métal, dont la grande majorité provenait de l'exploitation des alluvions selon des techniques traditionnelles d'orpaillage en Côte d'Ivoire, au Soudan français et surtout de la Haute-Guinée.
La Guinée produit des diamants depuis 1936. Deux ans plus tôt, un prospecteur avait découvert la première pierre dans le lit de la rivière Makona. L'essentiel de la production provenait de Macenta, en Haute-Guinée, où la Société guinéenne de recherches et d'exploitation minière (SOGUINEX), firme franco-britannique, exploitait la quasi-totalité des placers productifs. Seuls 10 à 15 % de la production annuelle de 60 000 carats, expédiés au Royaume-Uni, étaient destinés à la joaillerie ; le reste était destiné à une utilisation industrielle.
De l'ilménite, important minerai de titane et, dans une moindre mesure, de fer, est signalée sur les plages du Sénégal depuis 1931. L'extraction du titane à partir des dépôts de sables noirs du littoral était relativement aisée et la production atteint 4 200 tonnes en 1939.
Les premières découvertes de fer dans la presqu'île de Kaloum en Guinée remontent au début du XXe siècle. Les prospections des années 1930 avaient délimité le gisement de minerai, qui s'étendait sur 35 km de la ville de Conakry jusqu'au pied du massif de Kakoulima. Les ressources étaient évaluées à 2 milliards de tonnes de minerai, d'une teneur en fer de 52 %. La position du gisement, près de la côte, permettait d'évacuer aisément le minerai, pour peu que l'on relie les mines au port de Conakry par une voie ferrée.
Les îles de Loos forment un archipel face à la presqu'île de Kaloum. Les prospections menées par une compagnie américaine dans les années 1920 ont permis de découvrir des gisements de bauxite dont on évaluait les réserves à 10 millions de tonnes de minerai d'une teneur en alumine de 53 %. La concession d'exploitation avait été attribuée à la Compagnie des Bauxites du Midi dès 1932, mais en 1940, celle-ci avait été incapable de mener à bien les travaux nécessaires.
Avant la Seconde Guerre mondiale, les équipes du Service des Mines ont mis en évidence les richesses minérales de la Mauritanie. À Fort-Gouraud, le minerai se présentait sous la forme d'hématites dont la teneur en fer atteignait 69 % et les réserves étaient estimées à plus de 200 millions de tonnes. Par ailleurs, Akjoujt produit une grande variété de minéraux depuis des millénaires. Dès 1931, Jean Malavoy avait signalé des indices de cuivre dans la région. Au cours des sondages de délimitation menés en 1941, on estima les réserves à 23 millions de tonnes de minerai sulfuré contenant 500 000 tonnes de cuivre ainsi que des quantités indéfinies d'or et de fer. Mais dès le départ, les projets mauritaniens se heurtèrent au problème de l'exportation du minerai. En effet, le port minier le plus proche de Fort Gouraud était Villa-Cisneros au Sahara espagnol. Il aurait fallu construire 650 km de voie ferrée pour contourner le Rio de Oro, puis créer ex nihilo un port en eaux profondes à Nouakchott ou à Port-Étienne pour rendre l'exportation réalisable. En outre, des problèmes d'alimentation en eau et en électricité se posaient. L'exploitation minière en Mauritanie ne prit donc réellement corps qu'après la guerre.

## Philatélie

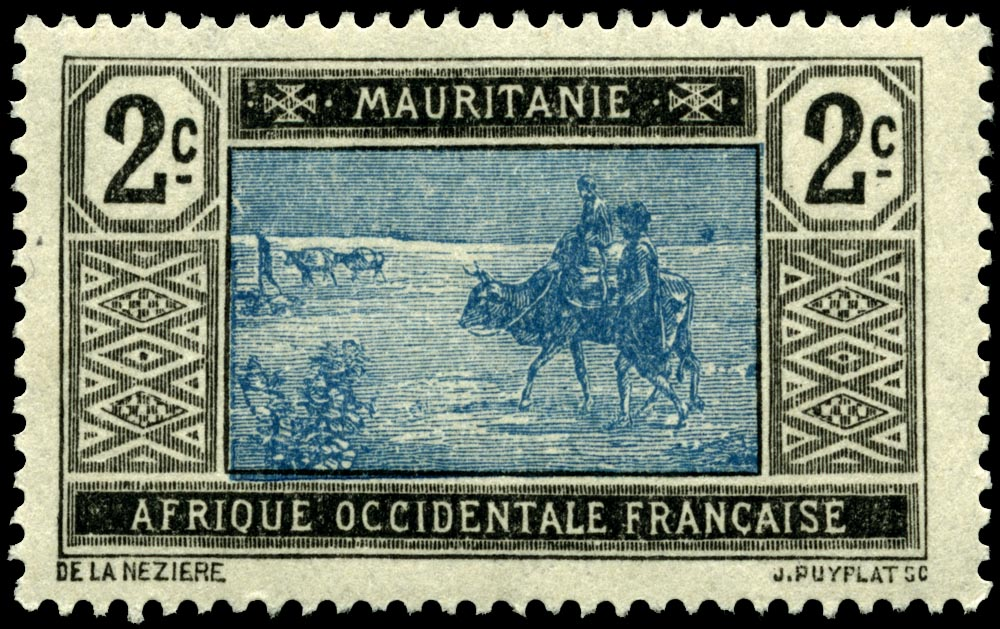
Timbre de Mauritanie, 1913.

L'Afrique occidentale française a regroupé le réseau de distribution du courrier de 1934 à 1959 de la Côte d'Ivoire, du Dahomey, de la Guinée, de la Haute-Volta, de la Mauritanie, du Niger.